# Gastrophysa analis
Gastrophysa analis là một loài bọ cánh cứng trong họ Chrysomelidae. Loài này được Reitter miêu tả khoa học năm 1890.